# Mydrosoma micheneri
Mydrosoma micheneri är en biart som beskrevs av Packer 2007. Mydrosoma micheneri ingår i släktet Mydrosoma och familjen korttungebin. Inga underarter finns listade i Catalogue of Life.

## Bildgalleri

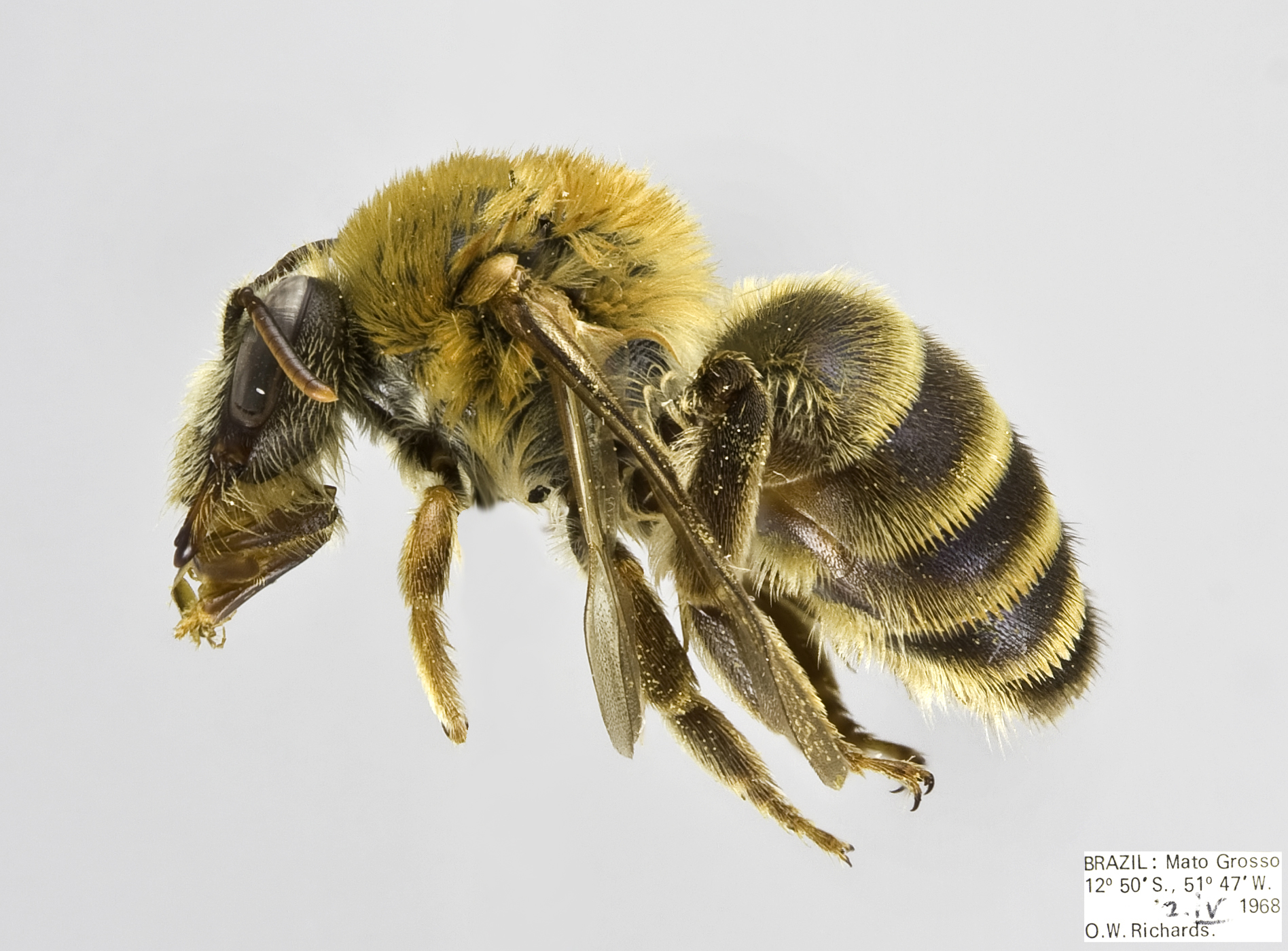